# Ericeia subsignata
Ericeia subsignata är en fjärilsart som beskrevs av Walker 1859. Ericeia subsignata ingår i släktet Ericeia och familjen nattflyn. Inga underarter finns listade i Catalogue of Life.

## Bildgalleri

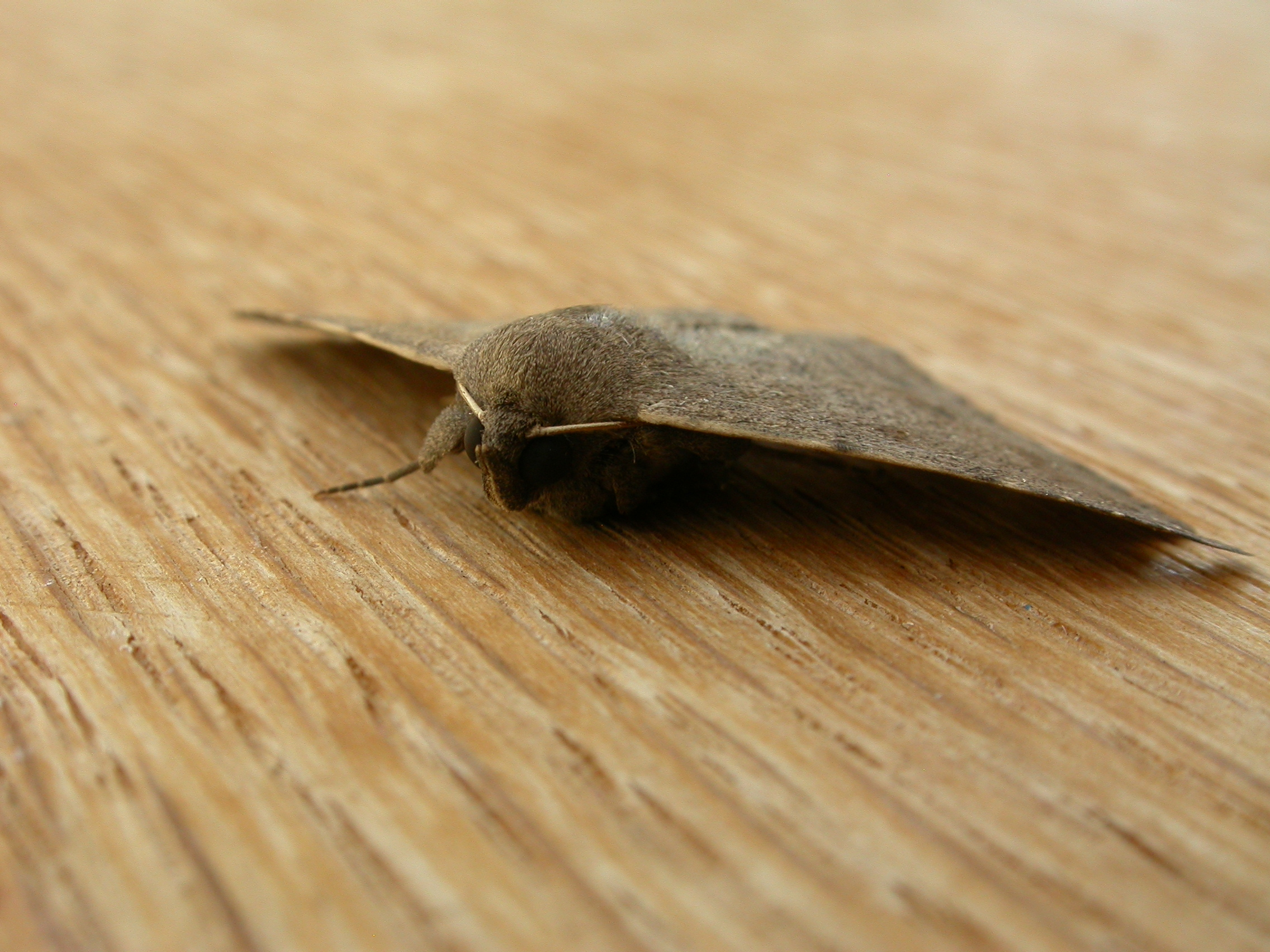